# Harald Jensen (brændevinsbrænder)
 Der er flere personer med dette navn, se Harald Jensen.
Harald Wilhelm Jensen (24. december 1837 i København – 18. juli 1914 på Haraldslund i Aalborg) var en dansk brændevinsbrænder, maler, naturlæge og legatstifter.

## Maler og kunstmaler
Han var søn af lejetjener, senere høker, particulier Christopher Jensen (1804-1871) og Ane Kirstine Aagesdatter (1801-1857). Faderen var brændevinsbrænder i København. Harald Jensen kom fjorten år gammel i malerlære, og da han demonstrerede kunstneriske evner, kom han efter endt læretid på Kunstakademiet, hvor han vandt den lille sølvmedalje 1859. Flere gange blev hans billeder optaget til udstilling på Charlottenborg Forårsudstilling. Faderen var dog ikke begejstret for sønnens kunstneriske ambition, og han opstillede en betingelse for at støtte sønnen økonomisk, at sønnen skulle vinde den Neuhausenske Præmie, der i 1861 var udlovet til "et folkelivsbillede med dansk motiv". Harald Jensen indsendte et stort maleri fra Dyrehaven inspireret af Emil Aarestrups digt om skoven, men vandt ikke præmien.

## Brændevinsbrænder og mæcen
Dermed sluttede hans kunstneriske karriere. Han overtog i stedet sit fars brænderi i 1862 i Aalborg, som han dog fik held med, for han skabte sin egen akvavit, der i en årrække var en alvorlig konkurrent til De danske Spritfabrikkers produkter. I 1883 solgte han såvel recept som brænderi til Spritfabrikkerne for henved en halv mio. kr. Jensen var en af Aalborgs ledende borgere og sad i bestyrelsen for Landbosparekassen og var formand for Aalborg Kunstmuseum til sin død. Han var desuden initiativtager til den nye museumsbygning i Algade, der skulle rumme både kunstmuseet og byens historiske museum.
Harald Jensen var 16. juli 1868 blevet gift i Vor Frue Kirke med Emilie Hansen (2. december 1836 i København – 15. august 1912 i Aalborg), datter af værtshusholder, senere bud og fyrbøder ved universitetet Christian Hansen (1800-1884) og Else Kirstine Hansen (1795-1862). Sammen med hustruen var Jensen et gæstfrit værtspar for mange kunstnere, der kom på besøg i villaen Haraldslund. Især den norske forfatter Bjørnstjerne Bjørnson sås ofte i huset og Harald Jensens datter Tekla blev, meget mod hans vilje, gift med Bjørnsons søn Erling Bjørnson. Jensen var særdeles litterært interesseret og samlede sig et stort bibliotek, som han testamentere til Aalborg Kommune. Biblioteket og dets originale inventar er opstillet i Aalborg Historiske Museum som et typisk eksempel på et dansk privatbibliotek fra 1800-tallets sidste halvdel.
Jensen blev efterhånden en excentrisk personlighed; bl.a. optrådte han som "klog mand", dvs. naturlæge, uden autorisation, hvilket indbragte ham en bøde. Deres sidste år tilbragte det aldrende ægtepar i den store villa i ensomhed. Om vinteren stod Jensen i en af de store stuer varmt påklædt og med uldvanter på hænderne kun opfyldt af sin yndlingsbeskæftigelse, maleriet.
Han er begravet på Almen Kirkegård i Aalborg.
Der findes en buste af Harald Jensen udført af Edvard Harald Bentzen 1901 (Aalborg Historiske Museum). Han er fotograferet 1905 af Holger Damgaard.